# Marguerite Olagnier
Pour les articles homonymes, voir Marguerite Joly (empoisonneuse) et Joly.
Marguerite Olagnier (née Marie Marguerite Bourgeois, dite Joly, à Elbeuf le 8 mars 1844 et morte à Paris 9e le 9 septembre 1906) est une femme de lettres et compositrice française. Elle est l'auteure de l'exotique opéra Le Saïs, dont la première fut donnée en décembre 1881 au théâtre de la Renaissance. Elle écrivit aussi deux opéras et des chansons qu'elle ne publia pas.

## Œuvres
| Habanera (1896) Charmeresse étrange, Ton parfum d'orange Embrase mes sens De désirs ardents. L'épée était vierge, Longue comme un cierge ... |

Olagnier correspondait avec le compositeur Henri Maréchal.